# Shipton-on-Cherwell
Shipton-on-Cherwell – wieś w Anglii, w hrabstwie Oxfordshire, w dystrykcie Cherwell. Leży 12 km na północ od Oksfordu i 90 km na północny zachód od Londynu.